# 4780 Поліна
4780 Поліна (4780 Polina) — астероїд головного поясу, відкритий 25 квітня 1979 року.
Тіссеранів параметр щодо Юпітера — 3,683.